# بيير إتش دوبويس
بيير إتش دوبويس (بالهولندية: Pierre H. Dubois)‏ هو مترجم وكاتب وشاعر هولندي، ولد في 2 يوليو 1917 في أمستردام في هولندا، وتوفي في 24 مارس 1999 في لاهاي في هولندا.